# Kleine prachtjufferduif
De kleine prachtjufferduif (Ptilinopus superbus) is een vogel uit de familie Columbidae (duiven). 

## Verspreiding en leefgebied
Deze soort komt voor van Sulawesi tot de Salomonseilanden en noordoostelijk Australië en telt twee ondersoorten:
- P. s. temminckii: Sulawesi.
- P. s. superbus: de Molukken, Nieuw-Guinea, de Bismarck-archipel, de Salomonseilanden en noordoostelijk Australië.